# Roșia (Sibiu)
Pour les articles homonymes, voir Roșia.
Roșia (en hongrois : Veresmart, en allemand : Rothberg) est une commune du județ de Sibiu en Roumanie.